# Roósz András
Roósz András (Weißenstein, 1945. június 21. –) Széchenyi-díjas, Gábor Dénes életműdíjas magyar kohómérnök, egyetemi tanár, a magyar űranyagtudományi program irányítója, a Magyar Tudományos Akadémia rendes tagja. Felesége, Teleszky Ilona kohómérnök. Két gyermekük van: Tamás (1971, villamosmérnök), Barbara (1972, jogász, logopédus).

## Életútja
Értelmiségi családba született 1945-ben. Édesapja dr. Roósz András jogász, édesanyja Sebők Józsa pénzügyi szakember volt. Általános iskolai tanulmányait részben Békésen (Békési általános iskola), részben Dunaújvárosban (Vasvári Pál általános iskola) végezte. Középiskolába is Dunaújvárosban járt, a Kerpely Antal Kohó- és Gépipari Technikumba, 1959 és 1963 között. Itt találkozott azzal a pedagógussal, akivel való kapcsolata meghatározta további pályáját: Nagy János tanította a „Technológia” című tantárgyat, és azon belül a fémtant. Tőle hallott először az egyensúlyi fázisdiagramokról, amelyek annyira felkeltették érdeklődését a téma iránt, hogy a felsőfokú tanulmányok iránya is szinte természetes volt. A miskolci Nehézipari Műszaki Egyetem Kohómérnöki Karán (ma Anyag- és Vegyészmérnöki Kar) tanult tovább. Az egyetemen bekapcsolódott a hallgatói tudományos kutatói munkába (Tudományos Diákkör, TDK), és díjazott dolgozatokat készített. Végzős hallgatóként elnyerte a tanulmányi emlékérem arany fokozatát.
Egyetemi diplomája megszerzése (1968) után az egyetem Fémtani Tanszékén kezdte oktatói-kutatói pályáját, ahová Káldor Mihály, a tanszék professzora hívta, miután ötödévesként demonstrátorként tevékenykedett a tanszéken. Tanársegédként – elsősorban az oktatómunka terén – sokat tanult Káldor professzortól, aki az előadásain nem egyszerűen tananyagot közölt, hanem magyarázott. Azonnal elkezdte kutatói tevékenységét is, aminek eredményeként 1974-ben megszerezte műszaki doktori címét (disszertációjában a fémek olvadékból való dermedésének kérdéseivel foglalkozott), aminek eredményeként adjunktussá léptették elő.
Tudományos munkájának fontos új mozzanata volt a Fuchs Erik professzorral kialakult munkakapcsolat. Saját bevallása szerint tőle tanulta – többek között – a tudományos kutatás technikáját és az eredmények publikálásának a módját. Közös munkájukban az ötvözetek kristályosodásával foglalkoztak, ez volt az a téma, amiből később a hazai űranyag tudomány is kinőtt. Az első magyar űranyag-technológiai program az ő tevékenységük révén valósult meg: ez volt a Bealuca program (a név második fele, Luca, Roósz András feleségének beceneve), amely 1980-ban Farkas Bertalan űrutazása során valósult meg. Az űrben végzett kísérlet során az eltérő sűrűségű fémek keveredését és diffúzióját, alumínium és réz súlytalanságban létrehozott ötvözetét tanulmányozták.
1983-ban védte meg kandidátusi értekezését, egyetemi beosztása ezt követően egyetemi docens lett. Tudósi pályafutásának következő fontos lépcsőfoka az volt, amikor 1984-ben kijuthatott a stuttgarti Max Planck Intézetbe, Hans Eckart Exner professzorhoz. Az első, három hónapnyi ott-tartózkodás után a következő években ezek a hosszabb-rövidebb tanulmányutak (1991-ig) folyamatossá váltak, majd 1992-től 1994-ig a Darmstadti Egyetem vendégprofesszora volt. Ugyancsak vendégprofesszor volt a Cambridge-i Egyetemen 1996-ban, majd 1998-ban a Nagaokai Egyetemen.
1992-ben habilitált. A műszaki tudomány doktora  címet 1994-ben szerezte meg, disszertációjának címe A szilárdoldat típusú ötvözetek kristályosodásának modellezése volt. Ezután nevezték ki egyetemi tanárrá. 2004-ben lett a Magyar Tudományos Akadémialevelező tagja, székfoglaló előadásának címe: A fémek szerepe az emberiség fejlődésében. 2010-ben választották meg az akadémia rendes tagjává. Több szabadalom, találmány (ebből kettő nemzetközi) társfeltalálója. Vezetésével folyik a Nemzetközi Űrállomás MICAST programjához kapcsolódó „Univerzális Sokzónás Kristályosító” berendezés, az „űrkemence” fejlesztése (egy példánya a NASA-nál van).
Oktató munkáját a hallgatók is elismerték, 2003-ban „Kiváló Oktató Diplomá”-t kapott. Kiemelten fontos szerepet szán a tudományos továbbképzésnek: számos fiatal oktató és kutató az ő irányításával szerezte meg tudományos fokozatát.
Az MTA–ME Anyagtudományi Kutatócsoport vezetője, 2010-ig a Miskolci Egyetem Fémtani és Képlékenyalakítástani Tanszék vezetője, egyben az Anyagtudományi Intézet igazgatója volt. 2014-től 2020-ig a Magyar Tudományos Akadémia Miskolci Akadémiai Bizottsága elnöke volt.

## Szakmai közéleti tevékenysége
- Nemzetközi tudományos rendezvényeken, testületekben:
  - EUROMAT 89, Aachen, International Conference, szekcióelnök
  - Immiscible Liquid Metals and Organics, ESA tudományos bizottsági tag, 1991–93
  - Immiscible Liquid Metals and Organics, International Conference, Bad Honnef, 1992, szervező bizottsági tag
  - International Conference on Surface Modification Technologies, Niigata, Japán, 1993, szekcióelnök
  - EUROMET 2000, European Metallographic Conference and Exhibition, 2000, Saarbrücken, tudományos bizottsági tag
  - Solidification and Gravity, International Conference, Miskolc, Lillafüred, elnök, 1995, 1999, 2004
  - Material Science Forum, szerkesztőbizottság tag
- Hazai tudományos testületekben
  - MTA Miskolci Területi Bizottsága, elnök, 2014–2020
  - MTA Anyagtudományi és Technológiai Bizottság, Anyaginformatikai albizottság, elnök 1999-től
  - MTA Anyagtudományi Komplex Bizottság, tag, 1997–2002
  - Űrkutatási Tudományos Tanács, tag, 1998-tól
  - MTA MAB Kohászati Szakbizottság, Anyagtudományi munkabizottság: tag 1985–95, elnök 1996–2001, tag 2002-től
  - Bay Zoltán Alapítvány, Tudományos Tanács, tag, 1996–2002
  - COSPAR Nemzeti Bizottság, tag, 2003-tól
  - MTA Hálózati Tanács, tag, 1996-tól
  - Országos Doktori és Habilitációs Bizottság, tag, 2000-től
  - ME Természettudományi Habilitációs Bizottság, elnök 2000-től
  - ME Doktori Tanács, tag, 1992-től
  - Kohászati Lapok, szerkesztőbizottság tag

## Szakmai-tudományos elismerései
- Kiváló Munkáért díj (1980)
- Alkotói Díj (1994)
- Mestertanár (1995)
- Széchenyi Professzori Ösztöndíj (1997)
- Nagy Ernő-díj (1999)
- Kiváló oktató (2003)
- Eötvös József-díj (2003)
- Szent Barbara érem, miniszteri kitüntetés (2005)
- Akadémiai Szabadalmi Nívódíj (2006)
- Megyei Prima díj (magyar tudomány kategória, 2011)
- Széchenyi-díj (2014)
- Az Egyetemért – A Városért díj (2020)
- Gábor Dénes életműdíj (2022)

## Válogatás jelentősebb publikációiból
- Fuchs E., Roósz A.: ZTA-Diagramme zur Beschreibung der Homogenisierung in Gussgefügen. Z. Metallkunde, 63, 1972. pp. 211–214.
- Roósz A., Gácsi Z., Baán M.: A simple method for determining the true interlamellar spacing. Metallography, 13, 1980. pp. 299–306.
- Bárczy P., Roósz A.: Determination of inhomogenity of cast solid solution. Mikrochimica Acta, 1983. pp. 347–360.
- Vander Voort G.F., Roósz A.: Measurement of the interlamellar spacing of pearlite. Metallography, 17, 1984. pp. 1–17.
- Roósz A., Halder E., Exner H.E.: Numerical analysis of solid and liquid diffusion in microsegregation of binary alloys. Mat. Sci. Techn., 1, 1985. pp. 1057–1062.
- Roósz A.: The effect of temperature gradient and primary arm tip velocity on the secondary dendrite arm spacing at steady-state conditions solidification. Cast Metals, 1, 1989. pp. 223–226.
- Roósz A., Exner H.E.: Numerical modelling of dendritic solidification in aluminium-rich Al-Cu-Mg alloys. Acta Met., 38, 1990. pp. 375–380.
- Roósz A., Gácsi Z., Czél Gy., Szemmelveisz T., Magyari B., Regel L.L., Turshaninov A.M.: Temperature distribution in the Kristallizator (CsSzK-1) space furnace. Microgravity Sci. Techn. 5, 1992. pp. 103–108.
- Kraft T., Roósz A. and Rettenmayr M.: Undercooling Effects in Microsegregation Modelling. Scripta Materiala, 35, 1996. pp. 77–82.
- Roósz A., Sólyom J., Teleszky I.: Some observations made in the structure of laser-remelted layer of TiC- and WC alloyed Al-alloy.  Prakt. Metallogr., 38, 1998. pp. 448–455.
- J. Geiger, A. Roósz, P. Barkóczy: Simulation of grain coarsening in two dimensions by cellular-automaton. Acta Mater 49, 2001. pp. 623–629.
- A. Roósz, J. Farkas, Gy. Kaptay: Thermodynamics-Based Semi-Empirical Description of the Liquidus Surface and Partition Coefficients in Ternary Al-Mg-Si Alloy. Materials Science Forum, 2003. Vols.414–415, pp. 323–328.
- Veres Zs., Roósz A.: Producting od Singlecrystal from Heusler alloy. Materials Science Forum Vols.473–474, 2005. pp. 171–176
- A. Rónaföldi, J. Kovács, A. Roósz: Visualisation of Melt Flow Under Rotating Magnetic Field. Materials Science Forum Vols.537–538, 2007. pp. 591–598
- T. Mende, A. Roósz: Calculation of the liquidus curves od CaO-Al2O3 phase diagram by ESTPHAD method. Materials Science Forum Vol.589, 2008. pp. 323–328

## Szabadalmak, találmányok
- Eljárás öntött anizotróp mágnes előállítására (Roósz András, Sólyom Jenő, Kovács Dezső), 1981
- Eljárás öntvények főként a földinél kisebb gravitációs erőtérben való készítésére (Fuchs Erik, Roósz András, Búza Gábor), 1987
- Módosított eljárás öntvények főként a földinél kisebb gravitációs erőtérben való készítésére (Fuchs Erik, Roósz András, Búza Gábor), 1988
- Berendezés irányított kristályosítás végzésére űrviszonyok között (Bárczy Pál, Búza Gábor, Czél György, Fancsali József, Makk Péter, Raffay Csaba, Roósz András, Tolvaj Béla), 1993
- Apparatus and capsule for carrying out process of directed crystallization, especially in cossmic space conditions (Bárczy Pál, Búza Gábor, Czél György, Fancsali József, Makk Péter, Raffay Csaba, Roósz András, Tolvaj Béla), 1995
- Multifunkciós, moduláris, egyedileg tervezhető, mozgásnélküli kristálynövesztő berendezés és módszer a berendezés tervezésére (Roósz András, Búza Gábor, Bárczy Pál, Szőke János, Fuchs Erik, Fancsali József), 2003
- Eljárás monotektikus felületi rétegek létrehozására csúszócsapágyak részére (Roósz András, Búza Gábor, Sólyom Jenő, Kálazi Zoltán), 2003